# Sianów
Sianów è un comune urbano-rurale polacco del distretto di Koszalin, nel voivodato della Pomerania Occidentale.
Ricopre una superficie di 226,78 km² e nel 2009 contava 6 606 abitanti.